# Oedothorax coronatus
Oedothorax coronatus là một loài nhện trong họ Linyphiidae.
Loài này thuộc chi Oedothorax. Oedothorax coronatus được Andrei V. Tanasevitch miêu tả năm 1998.